# Мэйкин, Батсуа
Батсуа Мэйкин (англ. Bathsua Makin; около 1600 — около 1675) — английская писательница, педагог и лингвистка, способствовавшая появлению критики о положении женщин. Была известна как самая образованная женщина Англии. Выступала за доступ женщин и девочек к образованию. Наиболее известна своим трактатом «Эссе о возрождении древнего образования для дам в области религии, манер, искусства и языков с ответами на возражения против сего подхода к образованию» (1673).

## Биография
Батсуа родилась в 1600 году. Её назвали в честь библейского персонажа Бат Шевы (Вирсавии). Отец Мэйкин был школьным учителем в лондонском Степни и уделял большое внимание образованию дочери. В 1616 году она опубликовала поэтический сборник Musa Virginea со стихами на латыни, греческом, иврите, испанском, французском и немецком языках. Титульный лист гласил, что автором книги была «Батсуа Р(еджинальд), дочь Генри Реджинальда, учителя и филолога из Лондона».
В 1621 году Батсуа вышла замуж за придворного Ричарда Мэйкина, и супруги переехали в Вестминстер. У них родилось восемь детей. В 1632 году её сестра Итамария вышла замуж за математика Джона Пелла, с которым Батсуа вела переписку. В переписке они называли друг друга братом и сестрой, из-за чего исследователи ошибочно идентифицировали Мэйкин как сестру Пелла.
К 1640 году Мэйкин прославилась как самая образованная женщина Англии. Она была тьютором (наставницей) детей Карла I и гувернанткой его дочери, Елизаветы Стюарт. Когда в начале гражданской войны английский парламент взял принцессу Елизавету под стражу, Батсуа осталась при ней в качестве служанки. После смерти принцессы в 1650 году за службу Мэйкин была назначена пенсия, но она так и не смогла её получить. Батсуа также была тьютором Элизабет Лангем, дочери графа Фердинандо Гастингса. Поскольку во время войны её муж отсутствовал дома, она воспитывала детей одна. В 1659 году Ричард Мэйкин скончался.
В 1673 году Батсуа и Марк Льюис открыли школу для дам в Тоттенхэм-Хай-Кросс, в четырёх милях от Лондона. Предполагается, что здесь получили образование Элизабет Дрейк, мать Элизабет Монтегю, и писательница Сара Скотт. В школе, где Мэйкин вела занятия, преподавали музыку, пение и танцы, а также письмо, ведение счетов, латинский и французский языки. Кроме того, при желании ученицы могли посещать уроки греческого, итальянского, испанского и иврита. Находясь под влиянием работ Яна Амоса Коменского, Мэйкин придерживалась его совета о том, что при обучении следовало использовать народный (повседневный) язык вместо латыни.
В 1673 году Батсуа написала «Эссе о возрождении образования», в котором выступала в защиту права женщин на получение образования (полное название: «Эссе о возрождении древнего образования для дам в области религии, манер, искусства и языков с ответами на возражения против сего подхода к образованию», англ. An Essay To Revive the Ancient Education of Gentlewomen, in Religion, Manners, Arts & Tongues, with an Answer to the Objections against this Way of Education).

## Литературная деятельность

### Влияние
Мэйкин поддерживала переписку с голландской учёной Анной ван Схурман. Та ссылается на неё в своём письме Симондсу Д’Эвесу, которое было опубликовано в 1659 году вместе с английским переводом трактата Схурман в поддержку женского образования «Учёная дева» (The Learned Maid). Д’Эвес был бывшим учеником отца Батсуа; именно он впервые назвал её самой образованной женщиной Англии. Мэйкин хвалит Схурман в своём «Эссе о возрождении древнего образования для дам», изданном в 1673 году. И Мэйкин, и Схурман утверждают, что только женщине, у которой достаточно времени, денег и способностей, следует получать образование.
В «Серьёзном предложении дамам» (A Serious Proposal to the Ladies, 1694) Мэри Эстел повторила аргументы Мэйкин о женском образовании. Мэйкин, как и её современница Диана Примроуз, подкрепляла свои доводы примерном Елизаветы I и гуманистическим образованием, полученным ею в ранние годы. Также она ссылалась на Маргарет Ропер и Энн Бэкон, чтобы проиллюстрировать свою мысль о том, что образование женщин будет выгодно для государства. Как и Энн Аскью, чьи сочинения были опубликованы в 1563 году в книге Джона Фокса «Деяния и памятники» и оказали большое влияние на английские религиозные реформы, Батсуа утверждала, что «сама наша реформация религии, видимо, началась и осуществляется женщинами».

### «Эссе о возрождении древнего образования для дам»

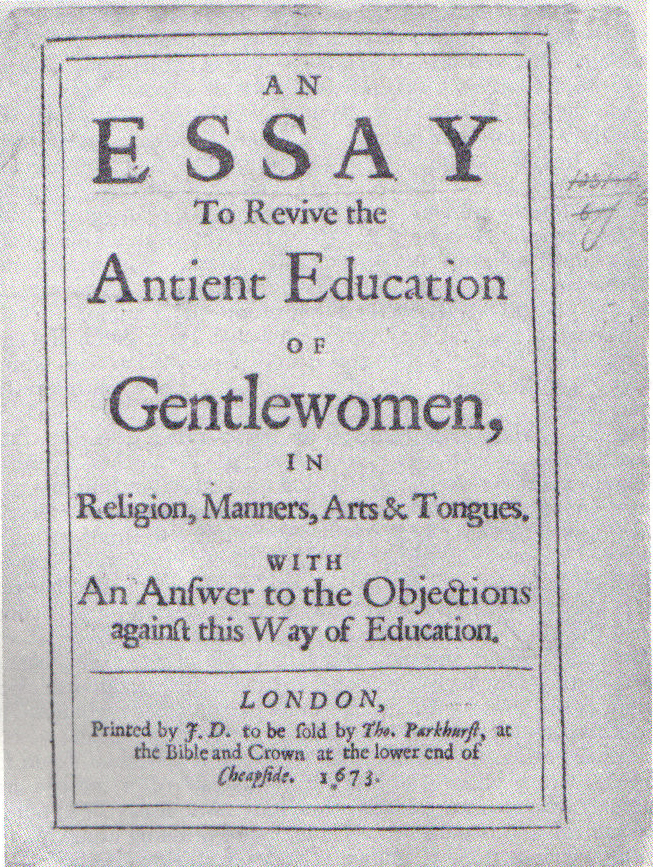
Титульный лист «Эссе», экземпляр Британской библиотеки

Трактат состоит из трёх частей: в первой приводятся доводы в защиту прав женщин на образование, во второй следуют аргументы против женского образования, а в заключительной, самой длинной части, Мэйкин защищает права женщин на публичные выступления и участие в дебатах. «Эссе» посвящено будущей королеве Марии II.
В третьей части кратко изложена история женского образования и названы имена женщин, добившихся успехов, включая Аспасию, Арету Киренскую и Маргарет Кавендиш. Мэйкин признаёт, что у женщин мало финансовой и политической власти, поэтому, как она утверждает, им необходимо получить власть через искусство убеждения. По её мнению, если женщина становится главой семьи — что не было редкостью во время Английской гражданской войны, — ей нужно «понимать, читать, писать и говорить на родном языке». Таким образом, Мэйкин придерживается взглядов, выраженных Бань Чжао задолго до её рождения. Мэйкин настаивает на том, что, поскольку женщины обычно не выступают публично, их нужно обучать риторике, которая помогла бы им общаться с мужьями и вести домашние дела.

### Наследие
Мэйкин часто называют протофеминисткой, то есть одной из первых женщин, заговоривших о равноправии ещё до формирования феминизма как движения. Несмотря на то что Мэйкин, как и Кристина Пизанская, защищала права женщин на образование, она никогда не выступала за политическое равенство женщин и мужчин. В «Эссе» Мэйкин пишет: «Пусть ваши светлости не обижаются на то, что я не притязаю (как это остроумно делают некоторые) на Женское превосходство. Просить слишком многого — значит не получить ничего». Однако её аргументы в защиту женского образования так или иначе проложили дорогу первым феминисткам.